# Giuseppe Damonte
Giuseppe Damonte (Torre Pellice, 21 dicembre 1899 – Tirrenia, 19 marzo 1931) è stato un militare e aviatore italiano, decorato di  Medaglia d'oro al valore aeronautico.

## Biografia
Nacque a Torre Pellice (provincia di Torino il 21 dicembre 1899.  
Nel 1915 entrò in servizio alla Fiat Aviazione, prestando servizio dopo l'entrata in guerra del Regno d'Italia, avvenuta il 24 maggio dello stesso anno, presso la Scuola di volo di Venaria Reale, e successivamente presso l'Ufficio di sorveglianza tecnica presso le squadriglie in zona di guerra. 
Prese parte al raid Raid Roma-Tokyo, fortemente voluto da Gabriele D'Annunzio e Harukichi Shimoi, come motorista sul velivolo Ansaldo SVA 9 pilotato da Ferruccio Marzari. Il 26 marzo  sul campo d'aviazione di Adalia l'aereo di Marzari, a seguito di un'errata segnalazione, investì quello di Ferruccio Ranza, ed i due aerei riportarono danni irreparabili. Con le parti recuperabili dei velivoli fu allestito un altro aereo che, con Ranza e Brigidi, proseguì il volo.
A partire dal 1926 fu capo motorista presso la Fiat, sovraintendendo, nel 1926-1927,  alla messa a punto dei propulsori destinati a prendere parte alla Coppa Schneider. Nel 1928, insieme a Gino Cappannini, mise a punto il propulsore per il velivolo S.64 destinato al volo Italia-Brasile.
Prese parte alla Crociera aerea transatlantica Italia-Brasile sul velivolo SIAI-Marchetti S.55 (I-MADD) appartenente alla 3ª Squadriglia Nera,  pilotato da Umberto Maddalena.  Nel gennaio 1931 gli venne assegnata la Medaglia d'oro al valore aeronautico.

### La morte
Damonte rimase ucciso il 19 marzo 1931 a causa dell'esplosione in volo dello Savoia-Marchetti S.64 Bis con il quale stava effettuando un normale volo di trasferimento da Cinisello Balsamo a Montecelio. Comandante dell'aereo era il tenente colonnello Maddalena che era in procinto di iniziare una trasvolata da record. Sull'aereo vi era anche il capitano Fausto Cecconi. Il corpo di Maddalena non venne mai rinvenuto, al contrario di quello dei due compagni di equipaggio. In ricordo della tragedia, in prossimità di dove avvenne l'incidente, sono intitolati i Bagni Maddalena ove si trova anche una colonna commemorativa (proveniente dalla demolizione della vecchia chiesa di San Lorenzo in Kinzica, una volta presente in Piazza Chiara Gambacorti a Pisa).
Dopo che la commissione di inchiesta appositamente istituita per indagare sulle cause del disastro venne in possesso di tutte le parti del velivolo recuperate, e dei verbali dei testimoni che assistettero all'incidente, due furono ritenute le cause più probabili: la rottura della coda a causa di oscillazioni irregolari, già verificatosi raramente nell'S.55 del quale l'S.64 manteneva la struttura a doppia trave di coda e l'esplosione provocata da un accumulo nella parte inferiore della cabina di pilotaggio di vapori infiammabili generati dalle esalazioni del combustibile. Maddalena era un irriducibile fumatore e non riusciva ad astenersi dal consumare le sue sigarette neppure durante il volo. I danni erano compatibili con una detonazione per ignizione a causa dell'accensione di un fiammifero.

### Annotazioni
1. ↑  Oltre a lui, ed a Maddalena, l'equipaggio era formato anche da Cecconi e dal radiotelegrafista Cesare Bernazzini.
2. ↑  Alcuni pescatori che stavano lavando le reti al largo della costa tirrenica, all'altezza di Calambrone.